# 小腸腫瘍
小腸腫瘍（しょうちょうしゅよう、tumor of the small intestine）とは、小腸（十二指腸球部から回盲弁までの間）に発生する腫瘍のことである。しかし、十二指腸腫瘍は空腸・回腸腫瘍とは臨床症状や診断方法が異なるために別個に扱われることが多く、狭義の小腸腫瘍は空腸・回腸腫瘍のみをさす。本記事でも空腸・回腸腫瘍のみを記述し、十二指腸腫瘍に関しては独立した記事で扱うこととする。

## 良性腫瘍

### 概要・分類
小腸においては良性腫瘍より悪性腫瘍のほうが発生頻度が多い。真性良性腫瘍と良性腫瘍状病変に分類される。真性良性腫瘍は平滑筋腫、神経原生腫瘍、消化管間質腫瘍などの間葉系腫瘍、脂肪腫、血管腫、リンパ管腫の順に、良性腫瘍状病変は過誤腫、嚢腫の順に多い。肉眼的には有茎性や広茎性のものが多い。間葉系腫瘍は空腸に、脂肪腫は回腸に多いという特徴がある。ポリープは家族性大腸腺腫症などのポリポーシスに伴う例が多く、単発性のものは少ない。

### 症状
- 腹痛
- 出血
- 貧血
- 閉塞症状

腸重積を原因とする上記の症状が間欠的にしばしば起こる。

### 検査
- 腹部単純X線
- 超音波検査
- 内視鏡検査

### 診断
X線や超音波病変が発見されたら内視鏡下で観察と生検を行い確定する。

### 治療
無症状であれば経過観察する。症状があれば外科的手術または内視鏡下で切除する。

### 予後
腸閉塞を繰り返すことがあるものの、一般に予後は良好である。

## 悪性腫瘍

### 概念・分類
原発性腫瘍は全消化管悪性腫瘍中0.6～3.2%と非常に少ない。その理由としてパイエル板の存在が挙げられる。病理学的には癌、悪性リンパ腫、消化管間質腫瘍(GIST)、平滑筋肉腫、カルチノイドなどがある。癌は空腸に多く発生し、好発部位は空腸上部と回腸末端である。悪性リンパ腫はリンパ装置の発達した回腸に発生しやすい。平滑筋肉腫は空腸に、カルチノイドは回腸に多い。

### 症状
- 腹痛
- 腹部膨満感
- 下痢・便秘
- 腸音亢進
- 栄養不良
- 体重減少

#### 癌
- 閉塞症状
- 持続性の潜出血

#### 悪性リンパ腫・消化管間質腫瘍・平滑筋肉腫
- 消化管穿孔

#### カルチノイド
- 顔面紅潮
- 右心機能不全
- 呼吸困難

### 検査
一般検査
低色素性貧血、血清鉄低値、便潜血陽性
腹部単純X線、超音波検査
小腸造影
癌ではナプキンリングサインが認められる。悪性リンパ腫では粘膜破壊像が見られることが多い。
CT、MRI

### 診断
自覚症状や腫瘤の触知、便潜血陽性があり、胃、大腸、胆嚢、膵疾患が除外されていれば小腸造影を行い確定する。

### 治療
外科的根治手術を行う。悪性リンパ腫では化学療法や放射線療法も試みる。

### 予後
発見時にはすでに進行例となっていることが多く、一般的に不良である。

### 各国において

#### 日本
癌、悪性リンパ腫、平滑筋肉腫、カルチノイドの順に頻度が高い。

#### 欧米
カルチノイドが高頻度で見られる。